# Diary of a Madman
Diary of a Madman (с англ. — «Дневник Сумасшедшего») — второй студийный альбом британского рок-музыканта Оззи Осборна, который был записан в период с 9 февраля по 23 марта 1981 года, что совпадает соответственно с концом зимы в Великобритании и концом записи альбома в день весеннего равноденствия. Альбом был издан 7 ноября 1981 года, и переиздан 22 августа 1995 года. Альтернативная версия появилась в 2002 году.

## Об альбоме
Это последний студийный альбом с участием гитариста Рэнди Роадса перед его гибелью в 1982 году. Несмотря на то, что бас-гитарист Руди Сарзо и ударник Томми Олдридж присутствуют на фотографии и указаны во вкладыше к альбому как участники записи, на самом деле Боб Дэйсли и Ли Керслейк полностью участвовали в записи оригинальной версии альбома. Ссылаясь на интервью 2005 года с Дэйсли, даже несмотря на то, что Дон Эйри отмечен в качестве клавишника на этой записи, фактом было то, что музыкант по имени Джонни Кук записывал партии клавишных, потому, что Эйри был недоступен. В альбоме имеется несколько песен с акустическими вступлениями, таких, как «You Can’t Kill Rock and Roll», «S.A.T.O.», «Tonight» и заглавная песня.
Альбом получил название после прочтения Осборном автобиографии Алистера Кроули. Ему же он посвятил и сам альбом, сказав что через него он «действительно научился верить в дьявола». По другой версии концепция «Дневника сумасшедшего» возникла в голове Оззи  из-за безумия, которое было в его жизни в течение многих лет, и искреннего страха, что он теряет рассудок.
3 мая 2011 года было выпущено юбилейное 30-и летнее издание альбома, включающее дополнительный диск. Оригинальный материал подвергся ремастерингу.

## Список композиций
Все песни написаны Оззи Осборном, Рэнди Роадсом, Бобом Дэйсли и Ли Керслейком исключая отмеченные.

### Оригинальное издание

#### Сторона 1
1. «Over the Mountain» — 4:31
2. «Flying High Again» — 4:44
3. «You Can’t Kill Rock and Roll» (Осборн, Роадс, Дэйсли) — 6:59
4. «Believer» (Осборн, Роадс, Дэйсли) — 5:17

#### Сторона 2
1. «Little Dolls» — 5:38
2. «Tonight» — 5:50
3. «S.A.T.O.» — 4:07
4. «Diary of a Madman» — 6:14

### Юбилейное 30-летнее издание 2011 года
Помимо оригинального диска содержит диск под названием «Ozzy Live» с концертными записями, сделанными во время тура в поддержку альбома «Blizzard of Ozz».
1. «I Don’t Know»
2. «Crazy Train»
3. «Believer»
4. «Mr. Crowley»
5. «Flying High Again»
6. «Revelation (Mother Earth)»
7. «Steal Away (The Night)»
8. «Suicide Solution»
9. «Iron Man»
10. «Children of the Grave»
11. «Paranoid»

## Участники записи
- Оззи Осборн — вокал, продюсер
- Рэнди Роадс — гитара, продюсер
- Боб Дэйсли — бас, гонг, продюсер
- Ли Керслейк — перкуссия, ударные
- Руди Сарзо — бас (отмечен, но не участвовал)
- Томми Олдридж — ударные (отмечен, но не участвовал)
- Роберт Трухильо — бас (переиздание 2002 года)
- Майк Бордин — ударные (переиздание 2002 года)

Приглашённые музыканты
- Джонни Кук — клавишные (не отмечен)

## Итоги продаж
| Дата             | Статус          | Общее количество продаж |
| ---------------- | --------------- | ----------------------- |
| 4 января, 1982   | Золото          | 500,000                 |
| 10 мая, 1982     | Платина         | 1,000,000               |
| 11 августа, 1992 | Двойная платина | 2,000,000               |
| 26 октября, 1994 | Тройная платина | 3,000,000               |

| Дата        | Статус  | Общее количество продаж |
| ----------- | ------- | ----------------------- |
| 1 мая, 1982 | Золото  | 50,000                  |
| 1 мая, 1983 | Платина | 100,000                 |